# Astomella jardinei
Astomella jardinei är en tvåvingeart som först beskrevs av Enrico Adelelmo Brunetti 1926.  Astomella jardinei ingår i släktet Astomella och familjen kulflugor.
Artens utbredningsområde är Sri Lanka. Inga underarter finns listade i Catalogue of Life.